# Teoría de Floquet
La teoría de Floquet es una rama de las ecuaciones diferenciales ordinarias relacionada con las soluciones de las ecuaciones diferenciales lineales periódicas de la forma
{\displaystyle {\dot {x}}=A(t)x,}
donde {\displaystyle \displaystyle A(t)} es una función continua a trozos periódica de periodo {\displaystyle T} y que define la estabilidad de las soluciones.
El teorema de Floquet, el teorema principal de la teoría de Floquet, se debe a Gaston Floquet (1883) y da una forma canónica para cada matriz fundamental de soluciones del sistema lineal. Mediante un cambio de coordenadas {\displaystyle \displaystyle y=Q^{-1}(t)x}, con {\displaystyle \displaystyle Q(t+2T)=Q(t)}, se transforma el sistema periódico en un sistema lineal con coeficientes constantes reales.
Al aplicarse a sistemas físicos con potenciales periódicos, como los cristales en la física de la materia condensada, el resultado se conoce como teorema de Bloch.
Debe recordarse que:
- Las soluciones de la ecuación diferencial lineal forman un espacio vectorial.
- Una matriz {\displaystyle \phi \,(t)} se denomina matriz fundamental de soluciones si todas las columnas son soluciones linealmente independientes.
- Una matriz {\displaystyle \Phi (t)} se llama matriz fundamental principal de soluciones si todas las columnas son soluciones linealmente independientes y existe {\displaystyle t_{0}} tal que {\displaystyle \Phi (t_{0})} es la identidad. Una matriz fundamental principal se puede construir a partir de una matriz fundamental mediante la relación {\displaystyle \Phi (t)=\phi \,(t){\phi \,}^{-1}(t_{0})}.
- La solución de la ecuación diferencial lineal con la condición inicial {\displaystyle x(0)=x_{0}} es {\displaystyle x(t)=\phi \,(t){\phi \,}^{-1}(0)x_{0}} dónde {\displaystyle \phi \,(t)} es cualquier matriz fundamental de soluciones.

## Teorema de Floquet
Sea {\displaystyle {\dot {x}}=A(t)x} una ecuación diferencial lineal de primer orden, donde {\displaystyle x(t)} es un vector columna de longitud {\displaystyle n} y {\displaystyle A(t)} una matriz real {\displaystyle n\times n} periódica con período {\displaystyle T} (es decir {\displaystyle A(t+T)=A(t)} para todo {\displaystyle t} real). Siendo {\displaystyle \phi \,(t)} una matriz fundamental de soluciones de esta ecuación diferencial (es decir, tal que tiene por columnas una base de soluciones de la ecuación), se tiene que para todo {\displaystyle t\in \mathbb {R} } , {\displaystyle \phi (t+T)=\phi (t)\phi ^{-1}(0)\phi (T).} En este contexto, {\displaystyle \phi ^{-1}(0)\phi (T)} se denomina matriz de monodromía. 
Además, para cada matriz {\displaystyle B} (posiblemente compleja) que cumpla {\displaystyle e^{TB}=\phi ^{-1}(0)\phi (T),} existe una función matricial periódica {\displaystyle t\mapsto P(t)} ({\displaystyle T}-periódica) tal que {\displaystyle \phi (t)=P(t)e^{tB}} para todo {\displaystyle t} real.
Se pueden rebajar las condiciones de periodicidad para la función matricial para que sea real: existe una matriz {\displaystyle R} y un función matricial real periódica {\displaystyle t\mapsto Q(t)} ({\displaystyle 2T}-periódica) tal que {\displaystyle \phi (t)=Q(t)e^{tR}} para todo {\displaystyle t} real.
En lo anterior {\displaystyle B}, {\displaystyle P}, {\displaystyle Q} y {\displaystyle R} son matrices {\displaystyle n\times n}.

## Consecuencias y aplicaciones
La matriz {\displaystyle Q(t)} tal que {\displaystyle \phi (t)=Q(t)e^{tR}} es invertible porque tanto {\displaystyle \phi (t)} como {\displaystyle e^{tR}} lo son. Por tanto, la aplicación da lugar a un cambio de coordenadas que depende del tiempo ({\displaystyle y=Q^{-1}(t)x}), bajo el cual el sistema original se convierte en un sistema lineal con coeficientes reales constantes {\displaystyle {\dot {y}}=Ry}.  
Al ser {\displaystyle Q(t)} continua y periódica, debe ser acotada. Por lo tanto, la estabilidad de la solución cero para {\displaystyle y(t)} y {\displaystyle x(t)} está determinada por los valores propios de {\displaystyle R} .
La representación {\displaystyle \phi \,(t)=P(t)e^{tB}} se llama forma normal de Floquet para la matriz fundamental {\displaystyle \phi \,(t)} .
Los valores propios de {\displaystyle e^{TB}} se denominan multiplicadores característicos del sistema. Estos son además los valores propios de las aplicaciones de Poincaré (lineales) {\displaystyle x(t)\to x(t+T)} . Se conoce como exponente de Floquet (a veces llamado exponente característico), al valor complejo {\displaystyle \mu } tal que {\displaystyle e^{\mu T}} es multiplicador característico del sistema. Debe observarse que los exponentes de Floquet no son únicos, ya que {\displaystyle e^{(\mu +{\frac {2\pi ik}{T}})T}=e^{\mu T}}, dónde {\displaystyle k} es un número entero. Las partes reales de los exponentes de Floquet se llaman exponentes de Lyapunov. La solución cero es asintóticamente estable si todos los exponentes de Lyapunov son negativos, Lyapunov estable si los exponentes de Lyapunov no son positivos e inestable en caso contrario.
- La teoría de Floquet es muy importante para el estudio de sistemas dinámicos, como por ejemplo la ecuación de Mathieu .
- La teoría de Floquet muestra la estabilidad en la ecuación diferencial de Hill (introducida por George William Hill ) que aproxima el movimiento de la luna como un oscilador armónico en un campo gravitatorio periódico.
- El ablandamiento y endurecimiento de enlaces en campos láser intensos se pueden describir en términos de soluciones obtenidas mediante el teorema de Floquet.